# Bontovics Kati
Bontovics Kati (Budapest, 1953. január 30. –) magyar dzsesszénekesnő.

## Életrajz

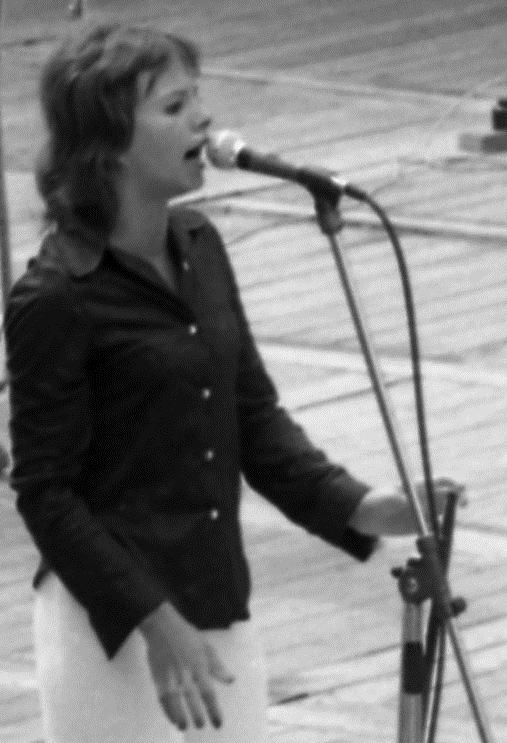
Egy koncertfelvételen (Urbán Tamás felvétele)

Másodikos gimnazista volt, amikor a Budai Ifjúsági Parkban benevezett egy tehetségkutató énekversenyre, amelyet meg is nyert. Ezzel kezdődött pályafutása, ugyanis felfigyelt rá a Scampolo zenekar, Faragó "Judy" István meghívta szólóéneknek az együttesbe. 1969-től 1975-ig volt a Scampolo tagja, szép sikereik voltak.
Első közös rádiófelvételük 1970-ben készült el, 1972-ben pedig napvilágot látott az első kislemezük, ismertségük egyre nagyobb lett.
Kati 1973-ban beiratkozott a Bartók Béla Zeneművészeti Szakközépiskola dzsessz tanszakának ének részlegére.
Tanulmányait 1977-ben végezte el, kitüntetéssel. Siker övezte fellépéseit külföldön is, valamennyi volt szocialista országba és Ausztriába is ellátogatott.
1979-ben jelent meg önálló nagylemeze, az „Ártatlan bűn”. Az album dalait Jakab György és Másik János szerezték, a dalszövegeket Adamis Anna írta. A lemez főként disco-dalokat tartalmaz.
1980-ban elénekelte a „Habfürdő” c. animációs film főszerepét.
1989-ben újabb nagylemeze jelent meg „I feel so good” címmel. Az albumon elsősorban blues és dzsessz számok szerepelnek. Szólólemezein és koncertjein a Nautilus zenekar kísérte.
Több alkalommal is a Vukán György trióval, amely évekig kísérte az énekesnőt, számos dzsesszkoncertet tartva együtt.
Később a Bontovics Kati Együttessel szerepelt, társai Berdisz Tamás (dob), Cselik Gábor (zongora) és Friedrich Károly (harsona) voltak.
Férje 1977-től Friedrich Károly zeneszerző, jazzharsonás, a Liszt Ferenc Zeneművészeti Egyetem tanára, akitől egy fia született, Friedrich Károly Bonifác 1980-ban.

## Lemezei
- Korong SP70215 (kislemez) (1975)
- Ártatlan bűn (1979)
- I Feel So Good (1989)

## Filmes és televíziós szerepei
- Habfürdő (1979; rajz-játékfilm) – Klári (hang)
- Sértés (1979) – Énekesnő
- Ripacsok (1980)
- A közös kutya (1983)
- Hófehér (1983; rajz-játékfilm) – Vége főcímdal
- Az aranyifjú (1985)